# Boca de Camarioca
Boca de Camarioca es una población de la provincia de Matanzas (Cuba) que formó parte del antiguo municipio de Varadero al igual que las poblaciones de Santa Marta y Varadero. Desde 2010 forma parte del municipio de Cárdenas. Se halla situada en la desembocadura del río Camarioca, y se extiende por la costa hacia el Este hasta la playa de Los Pinos y al oeste hasta Los Caletones (por ambas márgenes del río), al norte bordea el litoral y al sur con los campos cultivados de henequén.
La población dispone de centros educativos, estadio de béisbol, campo de voleibol, plaza del mercado.
Las viviendas se concentran en las márgenes del río Camarioca y en el terreno entre la costa y a ambos lados de la Autovía La Habana-Varadero.
El terreno sobre el que se asienta Camarioca es de placa calcárea (calcita). En el extremo oriental de la población se encuentran "los caletones de Boca de Camarioca", que son dos ensenadas formadas por la erosión del mar en la roca, dejando mogotes pétreos que sobresalen del mar. La pequeña playa "El Buren" ocupa el centro de la parte antigua del poblado, frente a la iglesia y la playa de "Los Pinos" establece el límite noreste.
En los últimos años su población ha crecido rápidamente al absorber los antiguos residentes del poblado de pescadores "Las Morlas" reubicados por el gobierno. También se han erigidos viviendas para los trabajadores de Varadero y se han expedido licencias de construcción a particulares.

## Historia del poblado

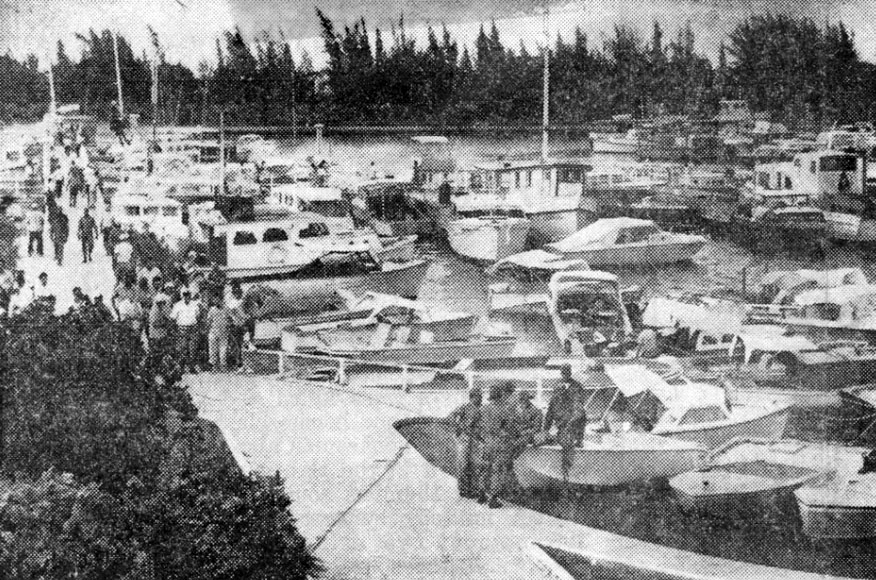
Éxodo de Camarioca.

El acontecimiento más destacado, y por el que Boca de Camarioca aparece en la historia reciente de Cuba es el exodo de Camarioca:
- El 28 de septiembre de 1965, Fidel Castro anunció que hasta el 10 de octubre de 1965 el puerto de Camarioca estaría abierto para todos los exiliados que quisieran llevarse a sus familiares. El puerto estuvo abierto hasta el 15 de noviembre. Por esta vía salieron 2.979 cubanos, y otros 2.104 quedaron en Camarioca hasta que fueron recogidos en barcos alquilados por el gobierno de Estados Unidos. Fue el primer éxodo masivo autorizado por el gobierno cubano, al que siguieron los de Mariel en 1980 y la crisis de los balseros se 1994.[1]

## Cultura
Boca de Camarioca es un pueblo de tradición pesquera. Cada año a mediados del mes de junio, coincidiendo con la corrida del pargo, se celebra el Festival del Pargo, una especie de festejos populares en el que antiguamente participaban pescadores de todo el país, que después de ser presentados en un desfile al comienzo de los festejos, partían a la mar cada mañana en una especie de competición en la que cada día se premiaba la pieza más grande, el barco que más cantidad de pargos había pescado, etc. y después eran vendidos a la población. Aunque ya se ha ido perdiendo con el paso de los años el carácter de competición, el desfile, los premios, etc.; sí que se mantienen los festejos a modo de carnavales, con atracciones infantiles, música en directo, DJs, bares... y el pueblo disfruta de 4 días consecutivos de sus festividades.